# Željka Markić
Željka Markić (Zagreb, 11. studenoga 1964.), hrvatska je bivša novinarka, poduzetnica, prevoditeljica i društvena aktivistica. Vlasnica je i sa suprugom vodi tvrtke Sermon d.o.o., Neox klinička ispitivanja d.o.o. i SermonCRO.

## Životopis
Rođena je kao najstarije dijete u obitelji sa šestero djece. Njezin otac, Marijo Živković, osnivač je i voditelj udruge Obiteljski centar.
Završila je Klasičnu gimnaziju i diplomirala opću medicinu na Medicinskome fakultetu u Zagrebu, no nikada nije radila kao liječnica. 
Od 1990. do 2007. godine radila je u sredstvima javnog priopćavanja – kao ratna izvjestiteljica 1991./92. godine za HRT, a zatim za televizijske kuće BBC, NBC i RAI II te kao urednica dnevnika i vijesti na Novoj TV od 2004. do 2007. godine. Za HRT je radila kao ratna izvjestiteljica za informativni program, za mozaični program „Za slobodu“ te kao voditeljica u studiju i novinarka u programu „Dobro jutro“.
Neki od priznatih i nagrađivanih dokumentarnih filmova na kojima je radila su: BBC, program Panorama (Guy Smith): “Zvornik – žrtve etničkog čišćenja”, Correspondent (Ed Sturton) “5 godina nakon Daytona – je li povratak moguć”, Channal 4, Clive Gordon: “Unforgiving”.[nedostaje izvor]
Radila je na dokumentarnom filmu "Djeca u ratu" s Alanom Raynoldsom, dobitnikom više nagrada Oskar i Emmy u kategoriji dokumentarnog filma. Film prikazuje sudbinu djece zahvaćene ratom – od Bosne i Hercegovine i Hrvatske, preko Čečenije do afričkih i azijskih ratišta.[nedostaje izvor]
U razdoblju od 1992. do kraja 1994. godine radila je kao savjetnica za međunarodnu organizaciju za zaštitu ljudskih prava Human Rights Watch/Helsinki. Osobito je prikupljala svjedočanstva zatočenika u logorima Keraterm i Omarska – muškaraca i žena, civila koji su preživjeli pad Vukovara, svjedočanstva žena, civila, koje su sustavno silovane i mučene. Godine 1993. u misiji u Tuzli intervjuirala je brojne ranjenike koji su u okviru medicinskih evakuacija evakuirani iz Konjević Polja i Srebrenice. Radila je na prikupljanju svjedočanstava Hrvata koji su prošli srpske logore nakon pada Vukovara ili preživjeli pad Vukovara i Omarsku.[nedostaje izvor]
U razdoblju od 1990. godine do danas prevela je dvanaestak stručnih knjiga i beletristike za razne izdavačke kuće.[nedostaje izvor]
Bila je prva predsjednica stranke Hrvatski rast (Hrast) te dopredsjednica udruge Grozd. Osnivačica je hrvatske podružnice međunarodne udruge Marijini obroci te je zajedno sa suprugom koordinatorica međunarodne udruge Obiteljsko obogaćivanje.
Članica je Organizacijskoga odbora građanske inicijative U ime obitelji, koja je prikupila i predala Hrvatskom saboru 749 316 potpisa za raspisivanje referenduma o ustavnoj definiciji braka.
Njezin rad su neki mediji doveli u vezu s međunarodnom mrežom koja financira konzervativne aktiviste.

### Prijevodi
Željka Markić prevela je niz knjiga s engleskog na hrvatski jezik:
- Roy Gutman: Svjedok genocida, Durieux, Zagreb 1994.
- Antonio Augusto Borelli Machado: Fatima: poruka tragedije ili poruka nade, Obiteljski centar, Zagreb 1999.
- Elizabeth Fenwick: Njega majke i djeteta, Mozaik knjiga, Zagreb 2001. (s Majom Bulović)
- David Seidman: Izvori dugovječnosti, Mozaik knjiga, Zagreb 2001.
- Manuel Castells: Informacijsko doba: ekonomija, društvo, kultura (Moć identiteta sv.2), Golden Marketing, Zagreb 2002. (s Majom Bulović)
- John Grisham: Čudotvorac, Algoritam/Jutarnji list, Zagreb 2012.
- John Grisham: Komora, Algoritam/Jutarnji list, Zagreb 2012.
- Ljudsko tijelo: slikovni rječnik, Mozaik knjiga, Zagreb 2012. (s dr. Tihomirom Markićem)
- John Grisham: Vrijeme ubijanja, Algoritam/Jutarnji list, Zagreb 2012.